# Nave (rivière)
Pour les articles homonymes, voir Nave.
La Nave est une rivière française, située dans le département du Pas-de-Calais, affluent de la Clarence, donc sous-affluent de l'Escaut par la Lys.
Elle est la principale rivière traversant la ville de Lillers

## Géographie
Elle prend sa source à Fontaine-lès-Hermans, puis se jette dans la Clarence à hauteur de Gonnehem après un cours long de 21,9 km. Elle est donc un sous-affluent de la Lys puis de l'Escaut.

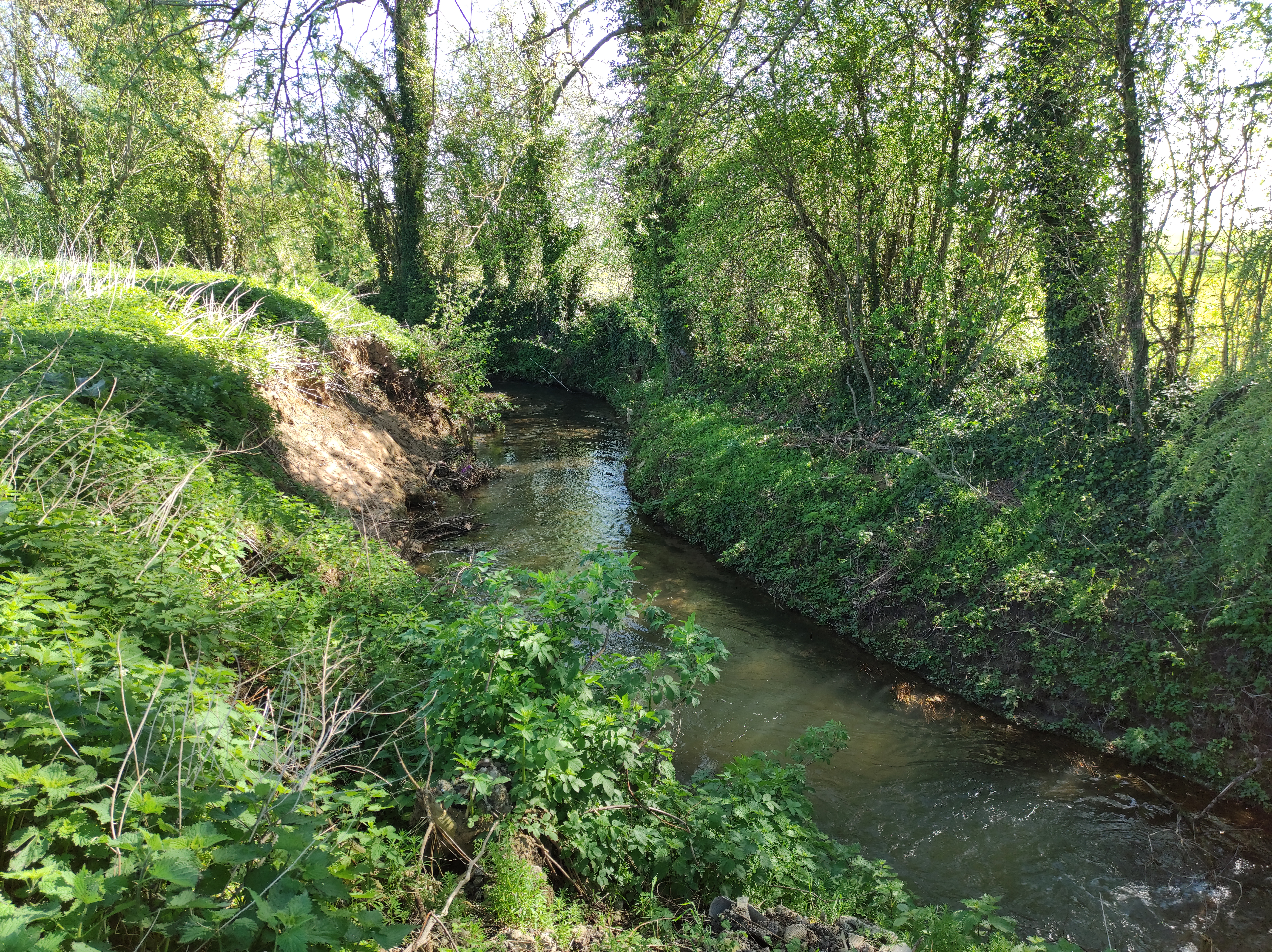
La Nave à Bourecq.